# فيليبو نيجرو
فيليبو نيجرو (بالإيطالية: Filippo Nigro)‏ هو ممثل إيطالي، ولد في 3 ديسمبر 1970 بروما في إيطاليا.

## وصلات خارجية
- فيليبو نيجرو على موقع IMDb (الإنجليزية)
- فيليبو نيجرو على موقع قاعدة بيانات الفيلم (الإنجليزية)